# ダブルバインド
ダブルバインド（英: Double bind）とは、ある人が、メッセージとメタメッセージが矛盾するコミュニケーション状況におかれること。この用語はグレゴリー・ベイトソンによる造語である。

## ダブルバインド・セオリー
1956年にグレゴリー・ベイトソンによって発表された説である。家族内のコミュニケーションがダブルバインド・パターンであると、その状況におかれた人が統合失調症に似た症状を示すようになる、と指摘する説である。

### 理論の背景
生物の間で交わされるメッセージには複数のレベルが存在することをラッセルのパラドックスなどを通してベイトソンは明らかにした。例えば犬が戯れに噛み合うとき、
1. これは「噛むこと」を意味しているというメッセージ
2. これは本気で「噛むこと」ではないという、メッセージについて言及するメタメッセージ

があるというものである。これらのメッセージを区別するためには、バートランド・ラッセルの論理階型理論が用いられる。

### 理論の内容
1. 2人以上の人間の間で
2. 繰り返し経験され
3. 最初に否定的な命令=メッセージが出され
4. 次にそれとは矛盾する第二の否定的な命令=メタメッセージが、異なる水準で出される
5. そして第三の命令はその矛盾する事態から逃げ出してはならないというものであり
6. ついにこのような矛盾した形世界が成立しているとして全体をみるようになる

という状態をいう。
わかりやすく喩えると、親が子供に「おいで」と（言語的に）言っておきながら、いざ子供が近寄ってくると逆にどんと突き飛ばしてしまう（非言語的であり、最初の命令とは階層が異なるため、矛盾をそれと気がつきにくい）。呼ばれてそれを無視すると怒られ、近寄っていっても拒絶される。子は次第にその矛盾から逃げられなくなり疑心暗鬼となり、家庭外に出てもそのような世界であると認識し別の他人に対しても同じように接してしまうようになる。
そして以下のような症状が現れる、とした。
- 言葉に表されていない意味にばかり偏執する（妄想型）
- 言葉の文字通りの意味にしか反応しなくなる（破瓜型：はかがた）
- コミュニケーションそのものから逃避する（緊張型）

### 統合失調症との関連性
なお、統合失調症そのものの原因については現在も不明な点は多く、「統合失調症の原因=ダブルバインド」と短絡的に考えることには問題がある。

## 治療的ダブルバインド
治療的ダブルバインド（therapeutic double bind）はダブルバインドを積極的に利用することで精神治療に役立てようとするもの。矛盾する指示に対する二者択一的な状況に、相手を置く点では通常のダブルバインドと同じであるが、そのどちらを選んでもよい結果となる（勝つ）ようにする点が異なる。ミルトン・エリクソンが提唱した。